# Бійці (фільм)
Бійці (англ. Soldier Boyz) — бойовик.

## Сюжет
Біля в'єтнамського кордону національним фронтом «визволення» на чолі з бандитом Віном Мо збитий літак ООН, що доставляв гуманітарну допомогу. У живих залишилася тільки Габріелла, дочка дуже багатого бізнесмена. А врятувати її може тільки майор Толівер, що знаходиться в даний момент у в'язниці, куди цей промисловець і приходить разом з відставним генералом і робить вигідну пропозицію. Для того, щоб виконати це самогубне завдання, Толівер набирає кримінальників з цієї ж в'язниці, щоб не ризикувати життями «нормальних» хлопців.

## У ролях
- Майкл Дудікофф — майор Говард Толівер
- Кері-Хіроюкі Тагава — Він Мо
- Тайрін Тернер — Баттс
- Жаклін Обрадорс — Васкес
- Девід Беррі Грей — Ламб
- Ченнон Роу — Брофі
- Деметріус Наварро — Лопез
- Седрік Террелл — Монстр
- Генк Брандт — Джеймсон Прескот
- Дон Страуд — Гатон
- Джеремі Біркетт — Дженкінс
- Ніколь Гансен — Габріель Прескотт
- Рене Л. Морено — Рауль
- Гілларі Метьюз — репортер CNN
- Зен Геснер — охоронець 1
- Чак Еронберг — кухар
- Джордж Крісті — охоронець 7
- Девід Коплан — відвідувач 1
- Діндо Арройо — Нго Ма
- Майкл Ентоні Вільямс — Ду Ліч
- Дон Карбонелл — партизан 3
- Карло Альтомонте — радіотехнік
- Мон Конфіадо — радіооператор
- Джозеф Пе — Scud Launcher
- Белла Флорес — товста жінка
- Білл Кемпбелл — морський піхотинець 1
- Марко Блек — морський піхотинець 2
- Бредлі Томас — другий пілот
- Чікі Феррер — молода дівчина
- Луіза Браун — дівчина в борделі
- Крістін Вітонгко — дівчина в борделі
- Андреа Норріс — дівчина в борделі
- Діна Паділья — дівчина в борделі
- Нестель Енн Дель Росаріо — дівчина в борделі
- Нґо Ті Гоа — дівчина в борделі
- Кей Адріано — дівчина в борделі
- Ана Рейс — дівчина в борделі
- Кармела Калвінті — дівчина в борделі